# Gazprom
Publitjnoe Aktsioernoe Obsjtjestvo Gazprom, ryska: Публичное Акционерное Общество «Газпром», är ett ryskt företag som utvinner och distribuerar naturgas. Det grundades år 1989 och är idag det största företaget i Ryssland och en av de största aktörerna i världen inom olje- och gasindustrin. Huvudägare är ryska staten med 50,002 procent av aktierna. Andra kända ägarintressenter var Lundinsfären genom Vostok Gas med 1 procent, som dock tvingades sälja ut sitt innehav under finanskrisen 2007. Gazprom står idag för huvuddelen av den naturgas som förbrukas i Öst- och Centraleuropa.

## Historik
Gazprom bildades år 1989 som del av de ekonomiska reformerna (perestrojka) i dåvarande Sovjetunionen, då Ministeriet för gasindustrin omvandlades till ett aktiebolag. Efter Sovjetunionens upplösning 1991 tillföll tillgångar de olika efterträdarstaterna och i Ryska federationen gick de till Gazprom. Bolaget var dock fortsatt i statlig ägo och den före detta sovjetiska gasministern, Viktor Tjernomyrdin, blev Gazproms första styrelseordförande. År 1992 blev han istället utsedd av president Boris Jeltsin till Rysslands premiärminister, men behöll stort ett inflytande över företaget. Han efterträddes som styrelseordförande och vd av Rem Vjachirev. År 1994 inleddes på order av Jeltsin en kupongprivatisering, där medborgare billigt kunde köpa aktier i bolaget. 33% av aktierna gick på detta sättet till vanliga medborgare, 15% till bolagets anställda och 40% behölls av staten.

### Utveckling under 1990-talet
Under Tjernomyrdin och Vjachirev delades företagsegendom ut till högt uppsatta chefer och deras familjer, styrelseledamöter och direktörer lade beslag på Gazproms resurser. Premiärministern såg till att bolaget kom undan från storskaligt skattefusk. Den ryska staten gick å sin sida miste om intäkter från sitt aktieinnehav och även från uteblivna skatteintäkter. Tillgångar värda flera miljarder dollar såldes under oklara förhållanden av Gazprom för långt under marknadsvärdet till det privatägda gasbolaget Itera Group, som i sin tur sålde tillgångarna på öppna marknaden och på så sätt kunde göra enorma vinster. Gazproms företagsledning misstänktes vara de som i verkligheten tjänade på det egna bolagets dåliga affärer genom att använda Itera som bulvan för sina privata vinstintressen, och de ryska myndigheterna gjorde inget för att hindra liknande affärer. Gasfält i västra Sibirien värda runt 185 miljoner dollar överfördes till Sibneftegaz, ett dotterbolag till Gazprom som delägdes av Vjachirevs släktingar. Genom affärer med mellanhänder hamnade sedan aktier i Sibneftegaz, sålda för långt under marknadspriset, i händerna på Itera.
Enligt William F. Browder, en amerikansk-brittisk investerare, sålde Gazprom sju dotterbolag (Purgaz, Rospan, Tarkosaleneftegaz, Sibneftegaz, Achimneftegaz, Vostokgaz och Severneftegazprom) för sammanlagt 325 miljoner dollar trots att det egentliga marknadsvärdet på dem var runt 5,8 miljarder. Motsvarande 10% av Gazproms olje- och gasreserver gick därmed förlorade under suspekta omständigheter. Gazproms internrevisor PricewaterhouseCoopers menade däremot att affärerna faktiskt gynnade Gazprom.
I mars 1998 avskedades Tjernomyrdin som premiärminister av Jeltsin och i juni samma år återupptog han sitt gamla jobb som Gazproms styrelseordförande.

### Ökad statlig kontroll
I juni 2000, när Vladimir Putin blev Rysslands president, förändrades läget dramatiskt för Gazprom. Putin menade att bolaget hade plundrats av oligarkerna och såg till att Tjernomyrdin avskedades och vd:n Vjachirev röstades bort av aktiemajoriteten. Dmitrij Medvedev och Aleksej Miller, som hade arbetat med Putin i Sankt Petersburg, utsågs till ny styrelseordförande respektive vd och fick i uppdrag att rensa upp i bolaget, stoppa vad man ansåg vara oligarkernas stöld av Gazproms tillgångar samt återfå det som redan hade förlorats.
I juni 2005 sålde en grupp större aktieägare runt 10,7% av aktierna till statsägda Rosneft för 7 miljarder dollar vilket gav den ryska staten direkt kontroll över Gazprom. Kort därpå hävdes begränsningarna på utländskt ägande i bolaget i syfte att locka investerare. I juli 2006 fick Gazprom lagstadgat monopol på rysk naturgasexport.

### Tvister om gasexport
I januari 2006 ströp Gazprom försörjningen av gas till Ukraina som ett led i förhandlingarna om ett kraftigt ökat pris, men även som ett politiskt påtryckningsmedel för att få Ukrainas Putinvänlige före detta president Viktor Janukovytj åter till makten. Den 2 oktober 2007 hotade Gazprom åter med strypning av gastillförseln som ett svar på Ukrainas parlamentsval två dagar tidigare. Den 7 januari 2009 ströp Gazprom åter försörjningen av gas genom Ukraina. Länderna anklagade varandra för att ha stoppat exporten av rysk gas till Europa via Ukraina, som inte kunde betala för den gas som inte kom fram till Europa.

## Verksamhet

### Olje- och gasutvinning
Gazprom står för runt 11% av all världens naturgasproduktion, varav merparten säljs på den ryska marknaden. På grund av regleringar av energipriser i Ryssland tvingas man där sälja till nedsatta priser och därför kommer en stor del av bolagets inkomster från export till Europa, år 2014 omkring 40% av intäkterna. De huvudsakliga produktionsfälten för naturgas finns i Jamalo-Nentsien, i huvudsak på Jamalhalvön och i Obviken. De stora gasfälten töms dock i snabb takt och man söker därför efter nya gasreserver i Barents hav och Ryska fjärran östern. Runt 90% av Rysslands naturgas utvinns för närvarande i Jamalo-Nentsien men även 12% av landets råolja. Bolagets bekräftade reserver år 2015 inkluderade 36 147,3 miljarder m³ naturgas, 2082 miljoner ton råolja samt 1499,5 miljoner ton naturgaskondensat.
För att väga upp sin bytesbalans bedriver bolaget omfattande import av gas ifrån Centralasien, främst Turkmenistan. Den centralasiatiska naturgasen importeras till en bra bit under europeiska prisnivåer, men Gazprom har lovat att gradvis öka sina avgifter till de centralasiatiska producenterna.

### Övrig verksamhet
Gazproms vd Aleksej Miller är utsedd av president Vladimir Putin och är även Rysslands vice energiminister. Miller är även styrelseordförande i Gazprombank som i huvudsak ägs av Gazprom. Gazprombank är Rysslands tredje största bank och bland annat ägare av den före detta regimkritiska tv-stationen NTV.
Företaget har ett dotterbolag till Gazprom Tsentrenergogaz JSC, som är engagerat i komplext underhåll, översyn, ombyggnad, idrifttagning, teknisk utrustning, teknisk support och underhåll av arbeten vid anläggningar för kompressorstationer, gasfältkontor, gasbearbetningsanläggningar.

#### Sport
Gazprom sponsrar även fotbollslagen FC Zenit Sankt Petersburg i Ryssland och Schalke 04 i Tyskland. Man finansierar även den nya ryska ishockeyligan Kontinental Hockey League med stora summor pengar. Sedan 2013 genomför Gazprom årligen Football for Friendship, ett internationellt ungdomsevenemang med fokus på fotboll.
De äger också, via sitt dotterbolag Gazprom Neft, ishockeylagen SKA Sankt Petersburg (KHL); SKA-Neva (VHL); SKA-1946 och SKA-Varjagi (MHL). Gazprom Neft ägde också SKA-Serebrjanye Lvy i MHL men lades ner när Varjagi anslöt sig till ligan.